# Grüne Karte
Mit der Grünen Karte wird in einigen Sportarten der Spielverlauf unterbrochen oder eine Strafe gegen einen Spieler ausgesprochen.

## Handball

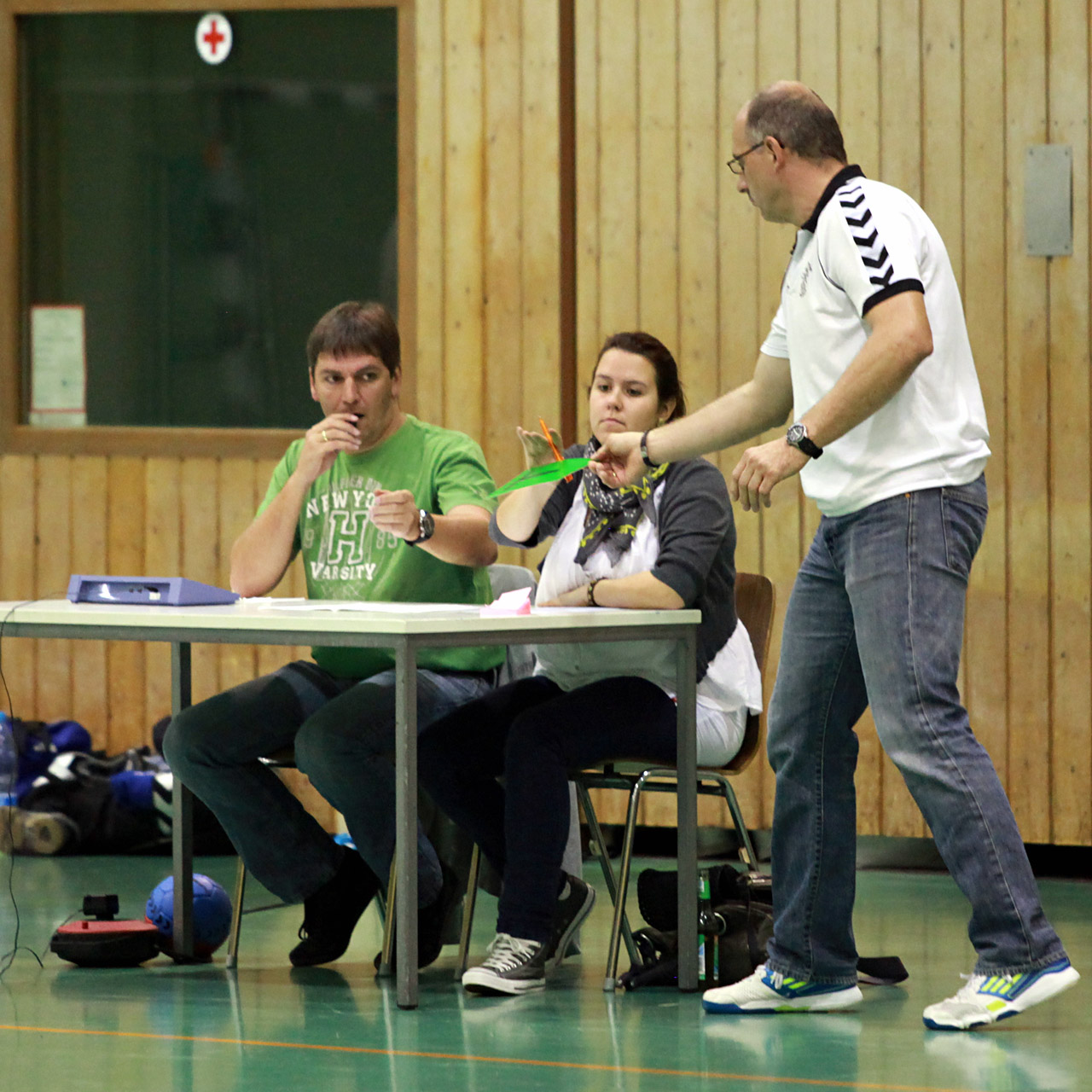
Ein Handballtrainer übergibt dem Kampfgericht die Grüne Karte, um eine Auszeit zu nehmen.

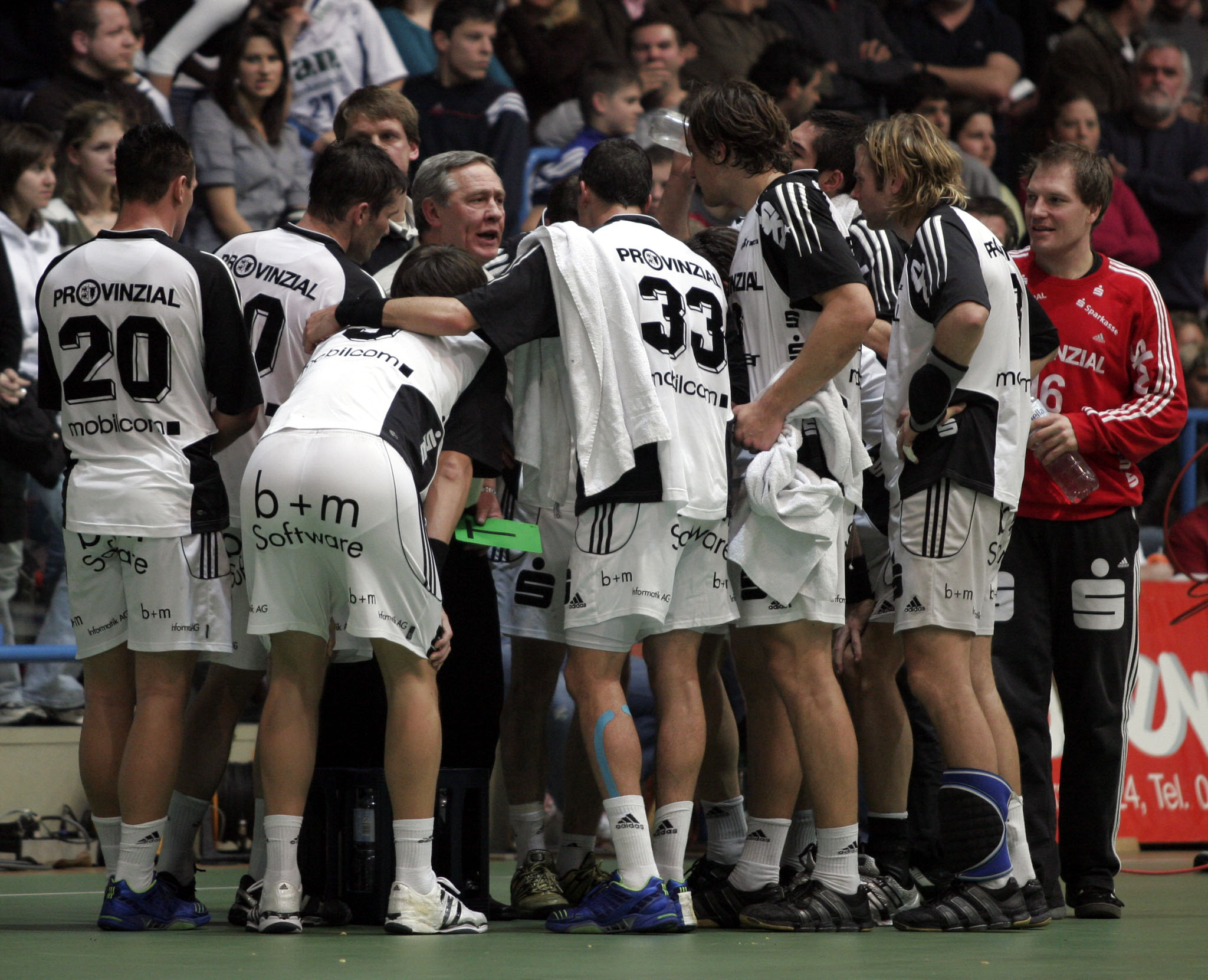
Grüne Karte (Time-out-Karte) im Handball

Im Handball kann ein Mannschaftsoffizieller (früher nur der Mannschaftsverantwortliche) durch Ablegen einer Grünen Karte auf dem Tisch des Sekretärs eine Team-Time-out genannte Spielauszeit von einer Minute Dauer einfordern, jedoch nur, wenn die eigene Mannschaft im Angriff ist. In den oberen Spielklassen kann jeder Trainer seit der Saison 2012/2013 insgesamt dreimal eine Auszeit nehmen, maximal jedoch zwei in einer Halbzeit. In den letzten fünf Minuten eines Spiels kann pro Mannschaft nur eine Auszeit genommen werden. In vielen Regionalverbänden wurde diese Regelung nicht übernommen. Dort gilt noch, dass pro Halbzeit und Mannschaft nur eine Auszeit genommen werden kann.
In der Handballbundesliga wird heutzutage jedoch oft ein Buzzer verwendet, um eine Auszeit einzuberufen.
Die Karte ist meist in der Mitte mit einem schwarzen „T“ gekennzeichnet.

## Hockey

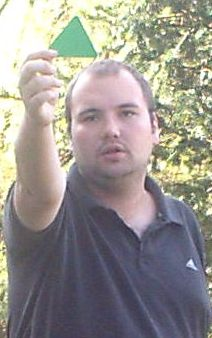
Grüne Karte im Hockey

In einem Hockey-Spiel wird die Grüne Karte von den Schiedsrichtern als persönliche Strafe gemäß Regel 14 des Regelwerkes angewendet. Mit der grünen Karte wird dabei eine Verwarnung gegen den schuldigen Spieler oder Betreuer ausgesprochen. Seit August 2011 bedeutet die Grüne Karte gleichzeitig eine Zeitstrafe von 2 Minuten beim Feldhockey, im Hallenhockey eine Minute, die der Spieler oder Betreuer (ein Spieler muss vom Feld) absitzen muss. Ein Spieler oder Betreuer kann dabei nur einmal die Grüne Karte erhalten. Pro Mannschaft sollen maximal drei Grüne Karten verhängt werden. Hat der Spieler bereits eine Grüne Karte bekommen oder hat die Mannschaft ihr Kartenkontingent verbraucht, müssen die Schiedsrichter den schuldigen Spieler oder Betreuer mit einer Zeitstrafe von mindestens 5 Minuten, beim Feldhockey, im Hallenhockey mindestens 2 Minuten belegen, die durch eine Gelbe Karte angezeigt wird.

## Kanupolo
In einem Kanupolo-Spiel wird die Grüne Karte von den Schiedsrichtern gemäß Regel 74 des ICF-Regelwerkes als offizielles Handzeichen für eine Verwarnung für den schuldigen Spieler, Trainer oder seines gesamten Teams verwendet. Eine Grüne Karte gibt es bei unsportlichen Verhalten oder bei unnötiger verbaler Unterhaltung mit den Schiedsrichtern. Ein Spieler kann nur eine Grüne Karte erhalten, bei einer weiteren Grünen Karte sieht der Spieler die Gelbe Karte und muss für 2 Minuten das Feld verlassen. Ebenso kann ein Spieler oder Teammitglied nur noch mindestens die Gelbe Karte sehen, wenn das Team ihr Kartenkontingent von 3 Grünen Karten aufgebraucht hat und das Vergehen eine weitere Grüne Karte zur Folge hat.